# 순천휴게소
순천휴게소(順天休憩所,Suncheon Reservice Area)는 전라남도 순천시 서면 비월리에 위치한 호남고속도로의 순천방향 마지막 고속도로 휴게소이다.

## 시설
- 주차장
- 화장실
- 식당가
- 전기차충전소
- ATM
- 주유소, LPG 충전소 없음

## 전후
순천 방면
- 승주 나들목→순천휴게소→서순천 나들목
- 주암휴게소→ 순천휴게소→고속도로 기점